# Фролиха (Вологодская область)
Фролиха — деревня в Сямженском районе Вологодской области.
Входит в состав Устьрецкого сельского поселения, с точки зрения административно-территориального деления — в Устьрецкий сельсовет.
Расстояние по автодороге до районного центра Сямжи — 25,5 км, до центра муниципального образования Усть-Реки — 4,5 км. Ближайшие населённые пункты — Бурдуково, Аниковская, Пономариха.
По переписи 2002 года население — 7 человек.